# 大井站

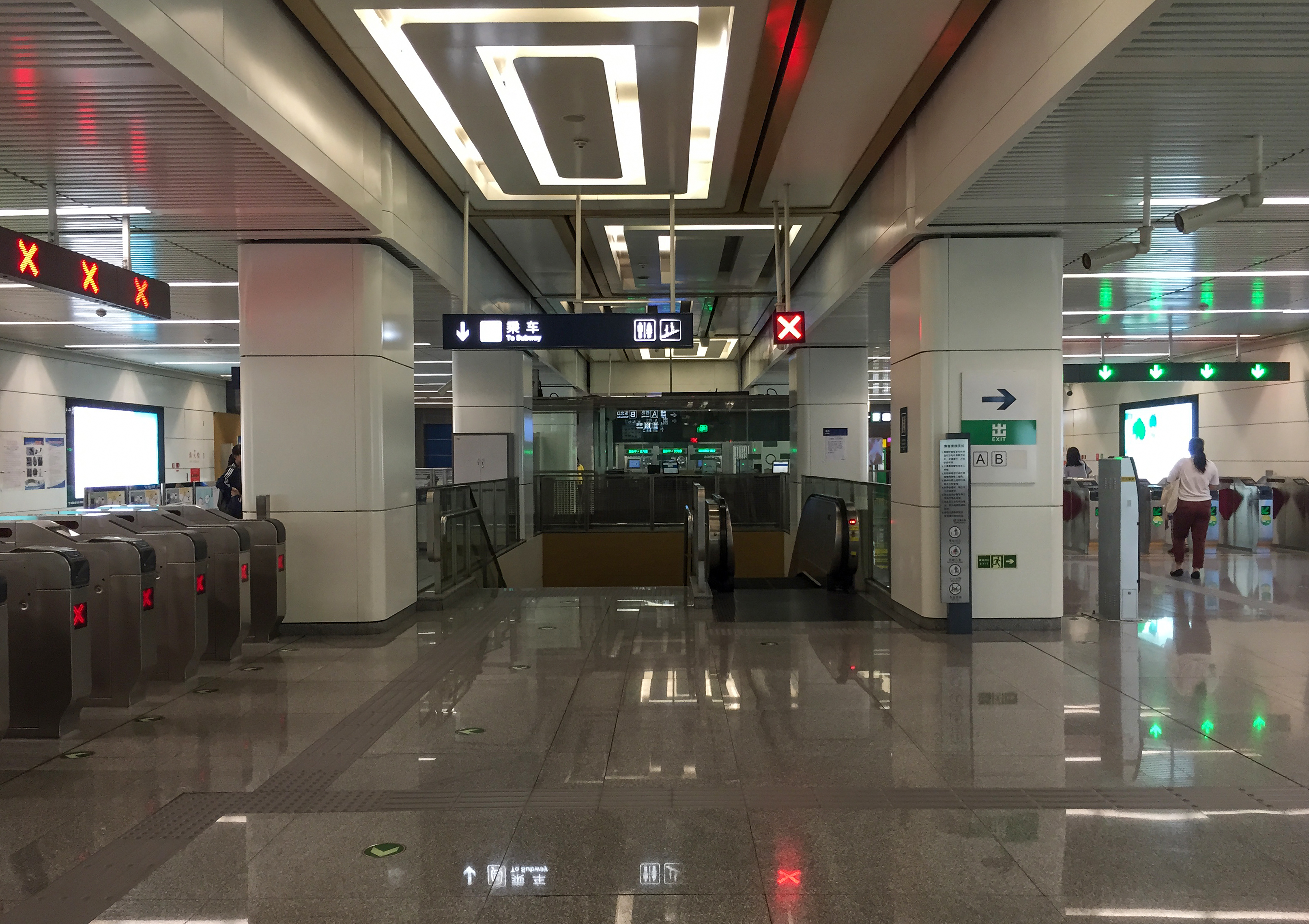
大井站站厅（2017年8月摄）

大井站位于中华人民共和国北京市丰台区五里店街道丰体南路，是北京地铁14号线的地铁车站，于2013年5月5日随西段（张郭庄至西局）开通投入使用。大井站设有永久折返线，从善各庄方向驶来的列车可在此站折返，提供区间车服务。

## 位置及名称
大井站位于丰体南路（东西向）地下，丰台体育中心南侧，呈东西向布置。
大井原称义井或蜜井，根据明朝《长安客话》记载：“义井或蜜井。相传记文皇驻，甘其泉，故名。”清朝《日下旧闻考》有记载：“义井庵在广宁门外迤西十里”，“井在门外，今其名大井村”。这便是大井的由来。

## 车站结构
大井站为地下二层车站，双柱三跨结构，岛式站台设计。卫生间位于张郭庄方向车头。

### 楼层
| G                 | 地面 | 出入口 |
| B1                | 站厅 | 客服中心、自动售票机、进出站闸机                                                                            |
| B2                | 站台 | \| \| \| █ 14号线往张郭庄（郭庄子） \| \| 島式 · 開左邊车门 \| \| \| \| \| \| █ 14号线往善各庄（七里庄） \| |
|                   |      | █ 14号线往张郭庄（郭庄子）                                                                                  |
| 島式 · 開左邊车门 |      | |
|                   |      | █ 14号线往善各庄（七里庄）                                                                                  |

## 出入口
大井站目前开放A、B两个出入口，均在丰体南路北侧。
|                       |          |                                                                        |      |            |
| 编号                  | 指示     | 建议前往的目的地                                                       | 图片 | 无障碍设施 |
| 出口 · A · 升降机标志 | 丰体南路 | 丰体南路（北侧）、丰体时代小学、丰台区体育局、丰台区残疾人综合服务中心 |      |            |
| 出口 · B              | 丰体南路 | 丰体南路（北侧）、丰台体育中心南门、丰台区财政局                       |      | 不適用     |
| 註： 設有             |          |                                                                        |      |            |